# Bandera d'Eslovàquia
La bandera d'Eslovàquia és la bandera oficial d'aquest estat de l'Europa oriental.
El territori d'Eslovàquia va pertànyer durant molt temps al regne d'Hongria, per bé que la majoria de gent era de parla eslava. Durant l'ocupació otomana de la plana de Pannònia, la capital hongaresa fou Pressburg, l'actual Bratislava.
Els eslovacs es van associar amb els txecs el 1918 quan l'Imperi Austrohongarès es va desmbembrar després de la Primera Guerra Mundial sobre la base del dret dels pobles, en el nou estat de Txecoslovàquia. Quan el primer de gener de 1993 Eslovàquia es va separar per segona vegada al segle xx de la República Txeca, es va adoptar la bandera dels tres colors paneslaus (tres bandes horitzontals, blanca, blava i vermella). L'escut nacional, de tipus neogòtic, està situat a la bandera per distingir-la d'altres banderes properes i està situat proper al pal, ocupant part de les tres bandes.
L'escut, de fons vermell, reprèn els tres colors eslaus i representa la creu patriarcal (amb doble travessa) d'argent (blanc), plantada sobre una muntanya de tres cims d'atzur (blau), sobre un camper de gules (vermell). Els tres cims representen els monts Tatra, Fatra i Matra. Durant la independència de 1939 es va fer servir la mateixa bandera.
Després d'un llarg parèntesi del règim comunista i amb la divisió de l'antiga Txecoslovàquia en dos estats independents, la nova bandera d'Eslovàquia es formalitzava d'1 de setembre de l'any 1992.